# Hans Eitrem
Hans Thure Smith Eitrem, född 1871, död 1937, var en norsk litteraturhistoriker. Han var bror till Samson Eitrem.
Eitrem var rektor vid Oslo katedralskole. Från början var han filolog, men kom alltmer att syssla med studiet av modern norsk litteratur, speciellt Henrik Ibsen och Bjørnstjerne Bjørnson. Han utgav bland annat Camilla Colletts Samlede værker (3 band, 1912-13), tillsammans med Christen Collin utgav han Bjørnsons Artikler og taler (2 band, 1912-14).